# Massacre de Sutter Buttes
Le massacre de Sutter Buttes fait référence au meurtre d'un groupe d'Indiens californiens sur la rivière Sacramento près de Sutter Buttes en juin 1846 par un groupe expéditionnaire militarisé dirigé par le capitaine John C. Frémont de Virginie. Au moins 14 Indiens de Californie sont tués lors du massacre. 

## Histoire

### Contexte
Le mouvement expansionniste des années 1840 motive de nombreux Américains à œuvrer pour repousser les frontières de l'Amérique vers des terres revendiquées par l'Espagne, le Mexique, la Grande-Bretagne et les tribus amérindiennes. La « Destinée manifeste », un terme inventé par le journaliste John L. O'Sullivan, exprime l'idée que la jeune nation américaine est destinée à gouverner l'ensemble du continent nord-américain. 
Le sénateur démocrate Thomas Hart Benton du Missouri est un leader éminent de ce mouvement, dans lequel il enrôle son gendre, John C. Frémont. Benton obtient un financement gouvernemental pour plusieurs expéditions dirigées par Frémont pour cartographier et explorer le territoire occidental.
En 1845, le capitaine Frémont est envoyé par le ministère de la Guerre en expédition pour étudier le Grand Bassin et la Haute-Californie, une possession du Mexique,. À leur arrivée en Californie, Frémont et ses hommes se déplacent dans la moitié nord de l'État pendant plusieurs mois, provoquant les autorités mexicaines et renforçant le sentiment patriotique parmi les Américains qui s'y sont installés. Ils quittent brièvement la Californie en avril 1846 sous la pression des autorités mexicaines, commettant le massacre de la rivière Sacramento à leur sortie du territoire et le massacre du lac Klamath après l'avoir quitté. Un message du gouvernement américain laissant entendre qu'une guerre avec le Mexique est imminente conduit Frémont et ses hommes à retourner en Californie fin mai.

### Incident
Le 30 mai 1846, la bande arrive à Sutter Buttes et y installe son camp, prévoyant de prendre le fort Sutter et d'y hisser le drapeau américain. Pendant qu'il campe, Frémont entend des rumeurs selon lesquelles les Indiens locaux préparent une attaque contre les colons. Il prend les mouvements des groupes indiens et la récolte à venir comme des « signes » que le moment de l'attaque approche, et a déclare dans ses mémoires qu'il a choisi de les attaquer de manière préventive. 
Frémont admet que son objectif est de terroriser les Indiens et de les soumettre, et qu'il a ordonné à ses hommes de « ne laisser aucun ennemi derrière eux ». Au matin, lui et ses hommes armés s'approchent d'une rancheria près de l'emplacement actuel de Meridian, en Californie. Ils attaquent sans avertissement et tuent plusieurs Indiens, alors que d'autres s'échappent. Les personnes tuées sont probablement des Patwin du peuple Wintun. La bande de Frémont se dirige ensuite vers d'autres rancherias et tente de les attaquer également, mais la nouvelle s'est répandue et les Indiens de tout le pays fuient déjà.

### Répercussions
Ni Frémont ni aucun des membres de son expédition ne sont inculpés ou punis de quelque manière que ce soit pour les meurtres. Frémont affirme par la suite que son attaque « a mis fin à l'attaque prévue contre les Blancs » et que les Indiens sont maintenus dans un « bon comportement » par la crainte qu'il inspire. 

## Conséquences
En juillet 1846, Frémont se rend à Sutter Fort et hisse le drapeau américain. En août 1846, les officiers militaires américains occupent entièrement la moitié nord de l'État et, en décembre, toute la Californie moderne est sous contrôle américain. John C. Frémont devient gouverneur militaire de Californie en janvier 1847, mais il est contraint d'abandonner son poste moins de deux mois plus tard dans des circonstances controversées. En 1850, Frémont devient le premier sénateur américain de Californie. Frémont, qui s'était enrichi grâce à ses concessions d'exploitation aurifère, rédige un projet de loi limitant les concessions d'exploitation aurifère aux citoyens blancs des États-Unis. En 1856, Frémont est nommé candidat républicain à la présidence, mais perd la course face à James Buchanan. Il combat plus tard comme général de l'Union pendant la guerre civile.
Au moment où Frémont arrive dans la vallée de la rivière Sacramento, les riches colons terriens commencent à dépendre des travailleurs indiens dans une sorte de système féodal, les Indiens travaillant à la fois comme main-d'œuvre libre et comme main-d'œuvre servile. Dans une certaine mesure, cela sauve les Wintu locaux d’une annihilation immédiate, même si le vol de terres, le viol et les raids visant à capturer des esclaves sont courants. Dans les années 1850, l'animosité des Américains blancs à l'égard de la possession du territoire par les Indiens s'est accrue et des massacres à grande échelle causant la mort de centaines Wintu ont lieu, notamment le massacre de Kabyai Creek, le massacre d'Old Shasta Town et le massacre de Bridge Gulch.

## Point de repère historique
Un petit monument construit en 1923 et restoré en 1979 commémore l'établissement du camp de Frémont du 30 mai au 8 juin 1846 (la date inscrite sur la plaque est erronée). Aucune mention n'est faite de la tuerie.